# Ганс фон Гахенбург
Граф Йоганнес «Ганс» Людвіг фон Гахенбург (нім. Johannes "Hans" Ludwig Graf von Hachenburg; 31 липня 1886, Гахенбург — 23 грудня 1976, Вюрцбург) — німецький офіцер, генерал-лейтенант люфтваффе.

## Біографія
23 квітня 1908 року вступив в Прусську армію як офіцер батареї 27-го польового артилерійського полку. 10 жовтня 1913 року відряджений в 3-й льотний дивізіон, з 1 лютого по 15 березня 1914 року пройшов курс авіаційного спостерігача. 16 липня 1914 року госпіталізований зі зламаною ногою.
З 23 серпня 1914 року — інструктор спостерігачів 3-го запасного льотного дивізіону в Дармштадті. 7 вересня 1914 року відряджений в 2-й фортечний льотний дивізіон у Страсбурзі. З 11 вересня 1914 року — пілот 39-го, з 28 липня 1915 року — 38-го льотного дивізіону, з 25 серпня 1915 року — поштового голубиного дивізіону O при 2-й бойовій ескадрі головнокомандування сухопутних військ. 28 вересня 1915 року відряджений в 5-й польовий льотний дивізіон. З 1 листопада 1915 року — пілот поштового голубиного дивізіону M, з 4 лютого 1916 року — 7-ї ескадрильї 2-ї бойової ескадри головнокомандування сухопутних військ. 7—29 березня 1916 року перебував в шпителі через поранення. З 10 липня 1916 року — командир 11-ї бойової ескадрильї 2-ї, з 30 серпня 1916 року — 2-ї бойової ескадрильї 1-ї, з 20 вересня 1916 року — 14-ї бойової ескадрильї 3-ї бойової ескадри головнокомандування сухопутних військ, з 27 грудня 1916 року — 204-го, з 10 січня 1918 року — 248-го льотного дивізіону, з 28 серпня 1918 року — навчального дивізіону 2-го східного артилерійського льотного училища.
17 грудня 1918 року переданий у розпорядження головнокомандування 8-ї армії. З 30 січня 1919 року — командир батальйону бронеавтомобілів гвардійської кавалерійської стрілецької дивізії, з 9 квітня 1919 року — роти 1-го охоронного полку, з 1 жовтня 1919 року — 36-ї мототранспортної колони. З 31 січня 1920 року служив в процесуальному управлінні 9-го армійського корпусу. З 22 березня 1920 року — 3-й офіцер Генштабу (начальник розвідки) в штабі дивізіону «Ріббентроп». 9 квітня 1920 року звільнений у відставку. З 10 квітня 1920 року — цивільний службовець процесуального управління 9-го армійського корпусу. 29 травня 1920 року вступив в охоронну поліцію як командир загону і ад'ютант у Везелі та Мюнстері. 31 січня 1924 року вийшов у відставку. З 1 червня 1927 року — оперативний керівник аеропорту Кельна. З 1 травня 1930 року працював в Кельнському авіаційному клубі Німецької асоціації повітряного спорту. 1 листопада 1933 року вступив у люфтваффе як цивільний співробітник і був призначений референтом навчального управління Імперського міністерства авіації. З 1 березня 1934 року — офіцер служби комплектування. З 1 січня 1935 року — начальник групи ІМА, з 20 квітня 1937 року — 4-го відділу Генштабу люфтваффе.
З 1 лютого 1939 року — начальник відділу укріплень та озброєнь люфтваффе ІМА. 1 листопада 1940 року зарахований на дійсну службу. 1 квітня 1944 року відправлений в командний резерв ОКЛ. 31 травня 1944 року звільнений у відставку.

## Звання
- Фанен-юнкер (23 квітня 1908)
- Фенріх (17 грудня 1908)
- Лейтенант (8 серпня 1909)
- Оберлейтенант (27 січня 1915)
- Гауптман (22 березня 1917)
- Гауптман поліції (29 травня 1920)
- Майор поліції (18 січня 1924)
- Майор (1 березня 1934)
- Оберстлейтенант (1 січня 1935)
- Оберст (1 серпня 1937)
- Генерал-майор (1 листопада 1940)
- Генерал-лейтенант (1 квітня 1944)

## Нагороди
- Нагрудний знак пілота-спостерігача (Пруссія) (1 вересня 1914)
- Залізний хрест
  - 2-го класу (21 жовтня 1914)
  - 1-го класу (18 квітня 1915)
- Хрест «За військові заслуги» (Австро-Угорщина)
  - 3-го класу з військовою відзнакою (22 листопада 1916)
  - 3-го класу з військовою відзнакою і мечами (18 січня 1918)
- Орден «За військові заслуги» (Баварія) 4-го класу з мечами (10 листопада 1917)
- Королівський орден дому Гогенцоллернів, лицарський хрест з мечами (10 квітня 1918)
- Нагрудний знак «За поранення» в чорному (20 серпня 1918)
- Пам'ятний знак пілота (Пруссія) (10 січня 1920)
- Сілезький Орел 2-го і 1-го ступеня (1 вересня 1921) — отримав 2 нагороди одночасно.
- Почесний хрест ветерана війни з мечами (20 грудня 1934)
- Медаль «За вислугу років у Вермахті» 4-го, 3-го і 2-го класу (18 років; 2 жовтня 1936) — отримав 3 нагороди оодночасно.
- Медаль «У пам'ять 13 березня 1938 року» (16 грудня 1938)
- Хрест Воєнних заслуг 2-го класу з мечами